# Luna (chanteuse polonaise)
Pour les articles homonymes, voir Luna.
Aleksandra Katarzyna « Ola » Wielgomas, née le 28 août 1999, connue professionnellement sous le nom de Luna (stylisée en majuscules), est une chanteuse et compositrice polonaise. Elle représente la Pologne au Concours Eurovision de la chanson 2024 avec la chanson The Tower.

## Jeunesse et éducation
Wielgomas est née le 28 août 1999 à Varsovie. Elle étudie à l'École nationale de musique « Tadeusz Baird » de Grodzisk Mazowiecki, où elle suit des cours de violon. De 2015 à 2018, elle suit des cours de sciences juridiques et politiques. En 2018, elle commence ses études à l'université de Varsovie,.

## Carrière musicale

### Débuts
En 2010, Wielgomas rejoint le chœur d'enfants Artos au Grand Théâtre de Varsovie, où elle étudie le chant avec Danuta Chmurska,, et se produit dans des opéras.

### 2018-2019: Ola Wielgomas
En 2018, Wielgomas établit une coopération avec le label Kayax (en) dans le cadre du projet My Name Is New. C'est alors qu'elle enregistre sa première chanson intitulée Na wzgórzach niepokoju qui sort via Kayax le 19 septembre 2018. Composé par Marcin Nierubiec avec des paroles de Wielgomas. La chanson est diffusée sur Polskie Radio Program III. En mai 2019, Wielgomas se produit dans le studio de Jaga Hupało lors de la Longue Nuit des Musées,. En juin, elle sort le single Zastyga. Un mois plus tard, elle joue au Naturalnie Mazury Festival,. En août 2019, elle se produit au Festival Pol'n'Rock.

### 2020-présent: Luna
En 2020, Wielgomas commence sa coopération avec le compositeur Michał « Fox » Król, aboutissant au single Luna, qui annonce la nouvelle voie artistique de la chanteuse,,. La même année, elle enregistre également la chanson Serca przemokną, qui est cependant supprimée d'Internet peu de temps après,.
Lors de la 28e finale du Grand orchestre de charité de Noël en janvier 2020, Luna donne un concert son premier concert télévisé. En juillet, elle se produit lors d'un concert avec le groupe Cukier au Stodoła Club de Varsovie. Le 28 août, elle chante la chanson Dlaczego drzewa nic nie mówią avec Mela Koteluk. Le 25 novembre 2020, elle sort le single Zgaś. La chanson est très bien accueillie et figure sur la liste des meilleures chansons polonaises de 2020,. Elle est également diffusée sur de nombreuses radios, notamment Chillizet, Radio Eska ou Polskie Radio Program I. Dans la chanson, elle inclus des sons de l'espace, publiés par la NASA.
Le 2 février 2021, Luna sort le single Mniej,. Dans cette chanson, elle inclus également des sons provenant de l'espace, notamment de Vénus (comme symbole de beauté, d'amour et d'art) et Mercure (compréhension). La chanson est incluse dans le Top 13 de Radio Wawa, le Hot 20 de Radio Eska et en tête de l'Alterlist de Radio Victoria. La même année, un remix de la chanson interprétée par Skytech est publié, qui atteint le sommet de la liste DJ Top 10.
Le 21 avril, Luna sort le single Nie Please o More, qu'elle enregistre en duo avec Marcin Maciejczak. Un clip vidéo avec les paroles est également créé pour la chanson. La chanson est incluse dans l'émission Poplista de la radio RMF FM. Le 29 avril, elle sort la version anglaise de la chanson Zgaś, intitulée Blind en single, et réalise un clip pour la chanson. Le 20 mai, elle sort le single Wirtualne Przedmieście, qui parle d'être à la frontière du monde virtuel et réel. Elle réalise un clip pour la chanson, qui est tourné au Musée national d'ethnographie de Varsovie. Le 18 juin, elle sort la version anglaise de la chanson Virtual Rivers. Le 12 août, elle sort le single Zabierz Nasze et le 10 septembre, Melt Away.
Le 19 février 2024, Luna est annoncée comme la participante polonaise au Concours Eurovision de la chanson 2024 avec la chanson The Tower. Elle participe à la première demi-finale le 7 mai mais ne se qualifie pas pour la finale.

### Autres activités
De 2015 à 2017, Wielgomas joue le rôle d'une femme de Cracovie dans le spectacle Miracle or Krakowiaki and Highlanders. Elle est également associée à l'orientation théâtrale at Machulski. Wielgomas est ambassadrice de l'initiative Equal Spotify et est également la représentante de la Pologne dans cette initiative.

## Talent artistique
Wielgomas s'intéresse à l'astrologie, à la philosophie, à l'art, à l'écologie et à la mode. Elle cite Nick Cave et Björk comme ses « plus grandes inspirations »,. Dans une interview avec Radosław Pulkowski du magazine K-MAG en décembre 2020, elle indique la nature comme son source d'inspiration, en particulier les liens entre les mondes micro et macro qu'elle y voit. Elle est également fascinée par la poésie, en particulier par l'œuvre de Bolesław Leśmian. Wielgomas déclare que "Luna" est son alter ego, qui est « plein de secrets et de magie ». Elle adopte le surnom de "Luna", car cela signifie la Lune du latin, grande influence qu'elle observe dans sa vie. Elle ajoute que ce surnom est également lié à son somnambulisme.
Wielgomas enregistre le climat et décrit sa musique comme étant émotionnellement caractérisée. Sa musique est décrite à plusieurs reprises comme mystérieuse,.

## Discographie

### Albums studios
| Titre       | Détails |
| ----------- | --- |
| Nocne zmory | - Sortie : 22 avril 2022 - Étiquette : Polydor, Universal Music Polska - Format : CD, téléchargement numérique, streaming |

### EPs
| Titre               | Détails |
| ------------------- | --- |
| Caught in the Night | - Sortie : 26 novembre 2021 - Label : Universal Music Polska - Format : Téléchargement numérique, diffusion en continu |

### Singles

#### En tant qu'artiste principale
| Titre                          | Année | Album ou EP         |
| ------------------------------ | ----- | ------------------- |
| Na wzgórzach niepokoju         | 2018  |                     |
| Zastyga                        | 2019  |                     |
| Luna                           | 2020  |                     |
| Zgaś                           | 2020  | Nocne zmory         |
| Mniej                          | 2021  | Nocne zmory         |
| Wirtualne przedmieście         | 2021  | Nocne zmory         |
| Zabierz mnie                   | 2021  | Nocne zmory         |
| Blind                          | 2021  | Caught in the Night |
| Virtual Rivers                 | 2021  | Caught in the Night |
| Melt Away                      | 2021  | Caught in the Night |
| Niewypowiedziane               | 2021  | Nocne zmory         |
| Carol of the Bells             | 2021  |                     |
| Wystarczy                      | 2022  | Nocne zmory         |
| Elon Musk (W ogniu się unoszę) | 2022  | Nocne zmory         |
| Nie budź mnie                  | 2022  | Nocne zmory         |
| Nocne zmory                    | 2022  | Nocne zmory         |
| Czerwien moich ust             | 2022  | Nocne zmory         |
| Dynamit                        | 2022  |                     |
| Już nie zasnę                  | 2023  |                     |
| Moja miłość                    | 2023  |                     |
| Lekko                          | 2023  |                     |
| Lost and Wild                  | 2023  |                     |
| The Tower                      | 2024  |                     |

#### En tant qu'artiste vedette
| Titre                                                 | Année | Album ou EP |
| ----------------------------------------------------- | ----- | ----------- |
| Nie proszę o więcej (Marcin Maciejczak (pl) ft. Luna) | 2021  | Tamte dni   |
| Nie mój sen (Justyna Steczkowska avec Luna)           | 2022  | Szamanka    |
| Ciepło-Zimno (Marie avec Luna)                        | 2022  | Babyhands   |
| Subterranean (Miss Monique et Avira avec Luna)        | 2023  |             |